# 26. Oscar-gála
Az 26. Oscar-gálát, a Filmakadémia díjátadóját 1954. március 25-én tartották meg. A Most és mindörökké  tarolt  ebben az évben 13 jelöléséből 8-at díjra váltva, a legjobb film mellett a rendező, férfi és női mellékszereplői Oscart is megkapta. Csak a két főszereplő díjat kapta más, William Holden A 17-es fogolytáborért és Audrey Hepburn, aki később megkapta a Tony-díjat is. A Római vakáció az eredeti történet díját is megkapta, amit Ian McLellan Hunter vett át, de az író az a Dalton Trumbo volt, aki vörös-gyanúsként csak álnéven dolgozhatott..

## Kategóriák és jelöltek

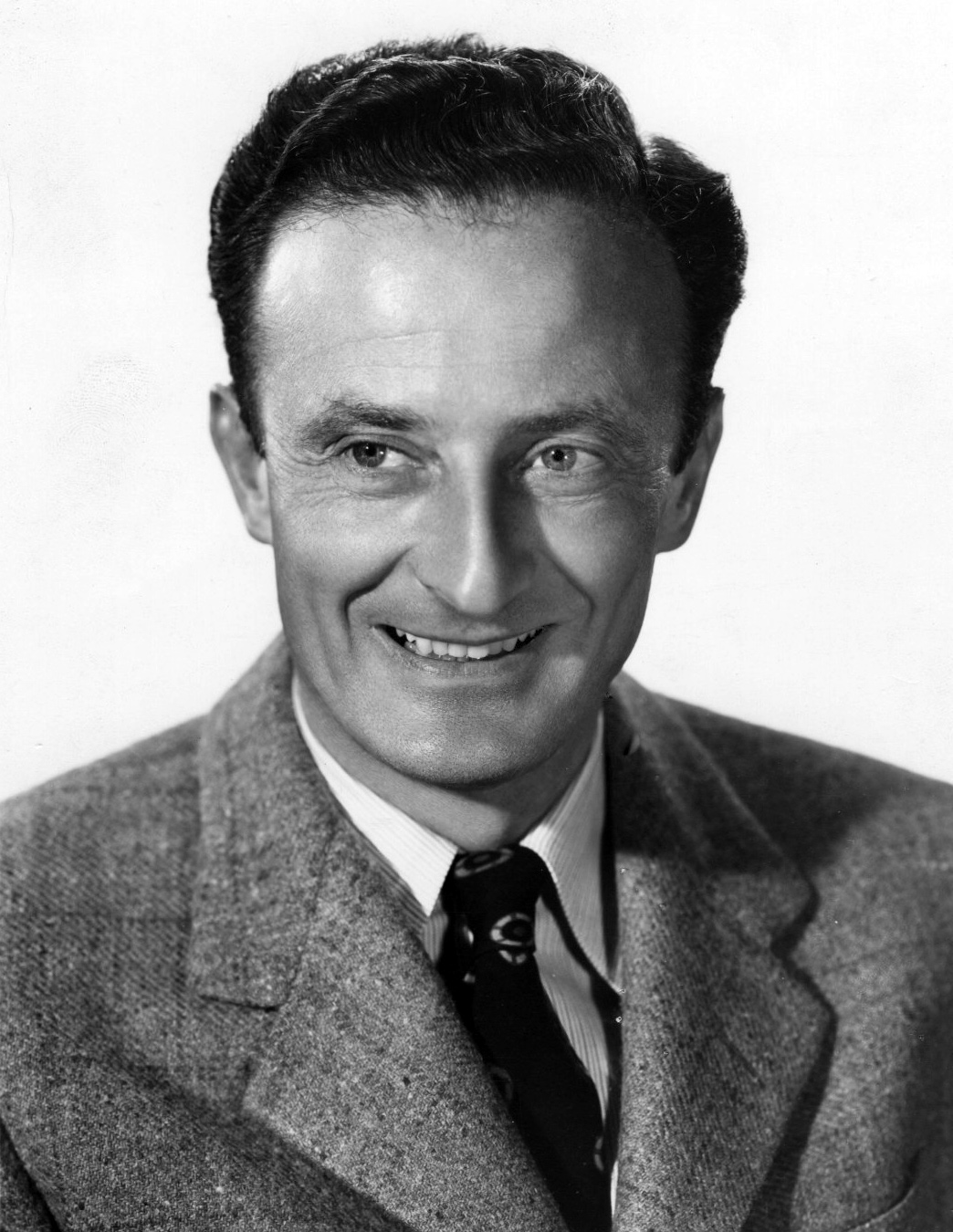
Fred Zinnemann

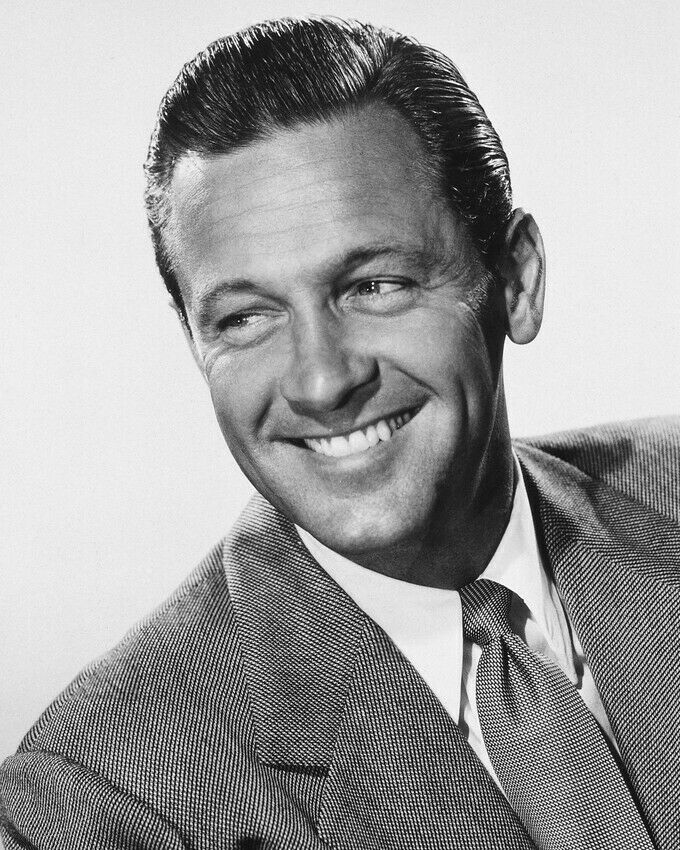
William Holden

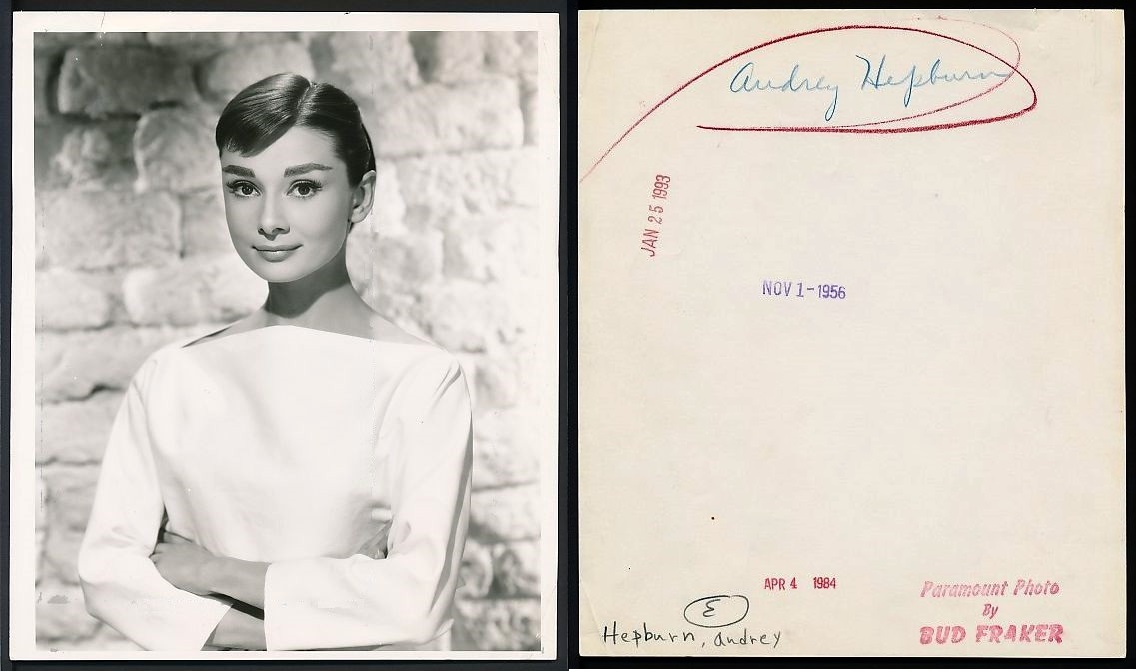
Audrey Hepburn

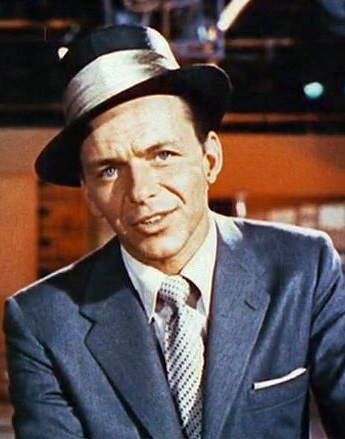
Frank Sinatra

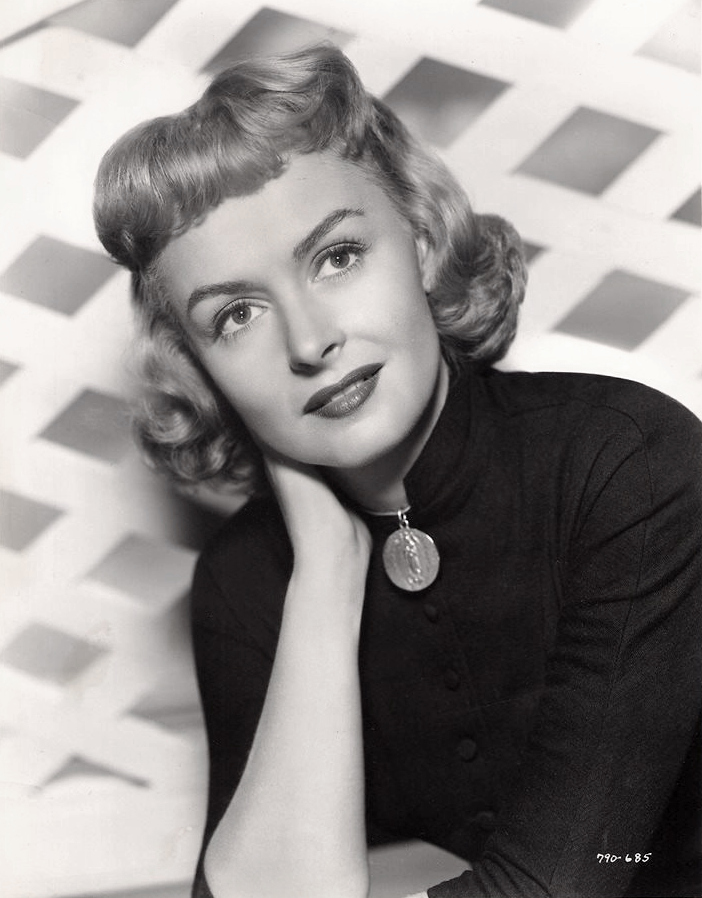
Donna Reed

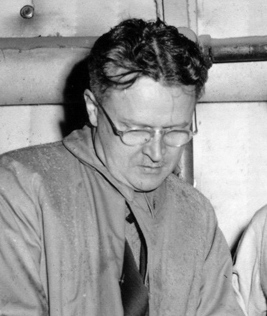
Charles Brackett

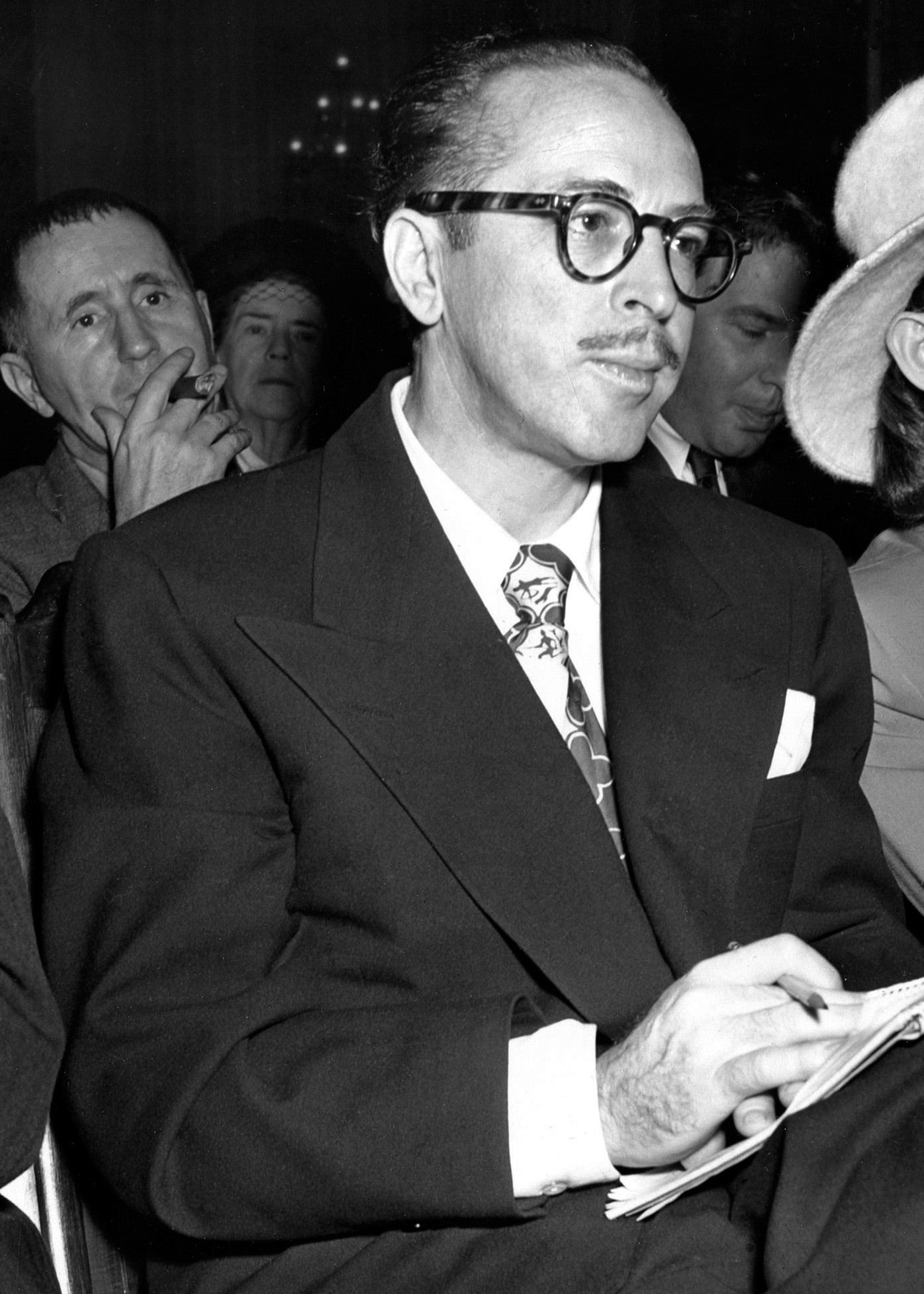
Dalton Trumbo

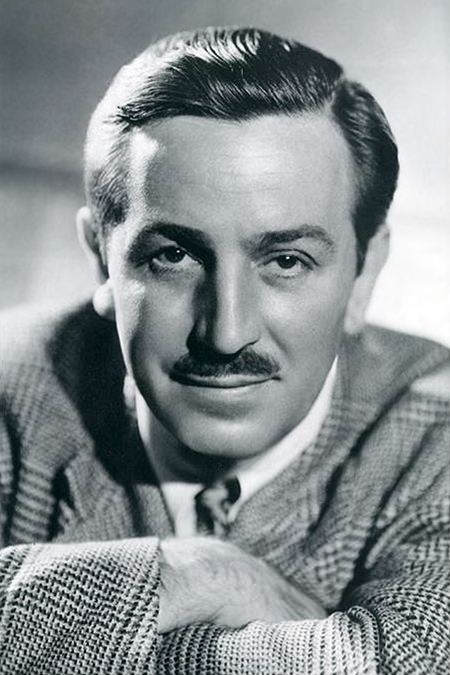
Walt Disney

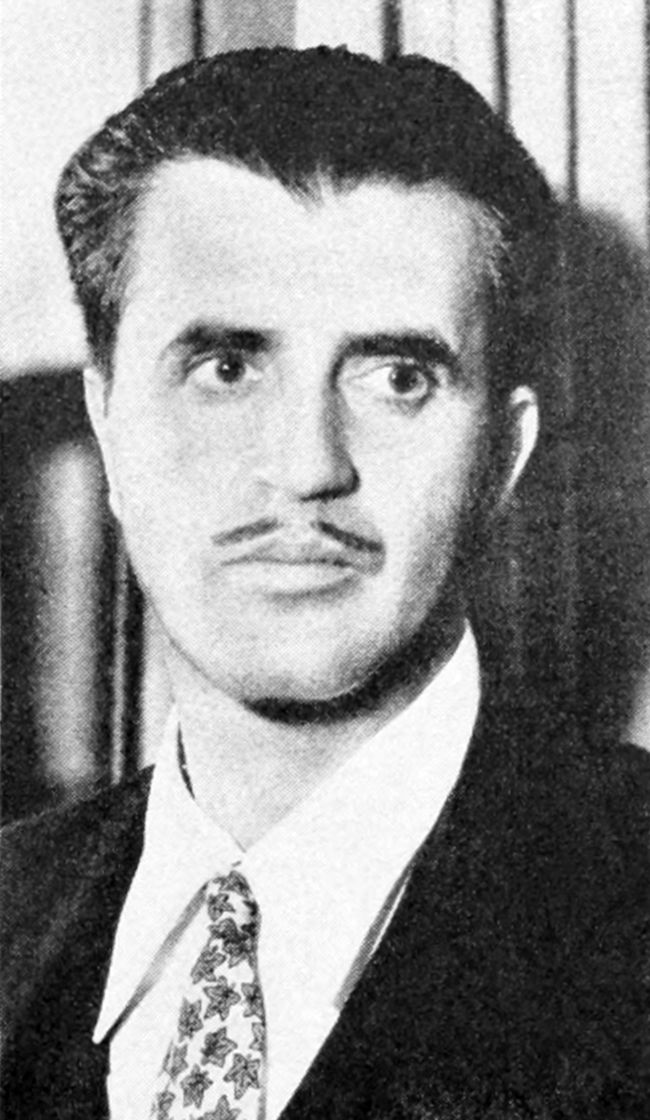
Cedric Gibbons

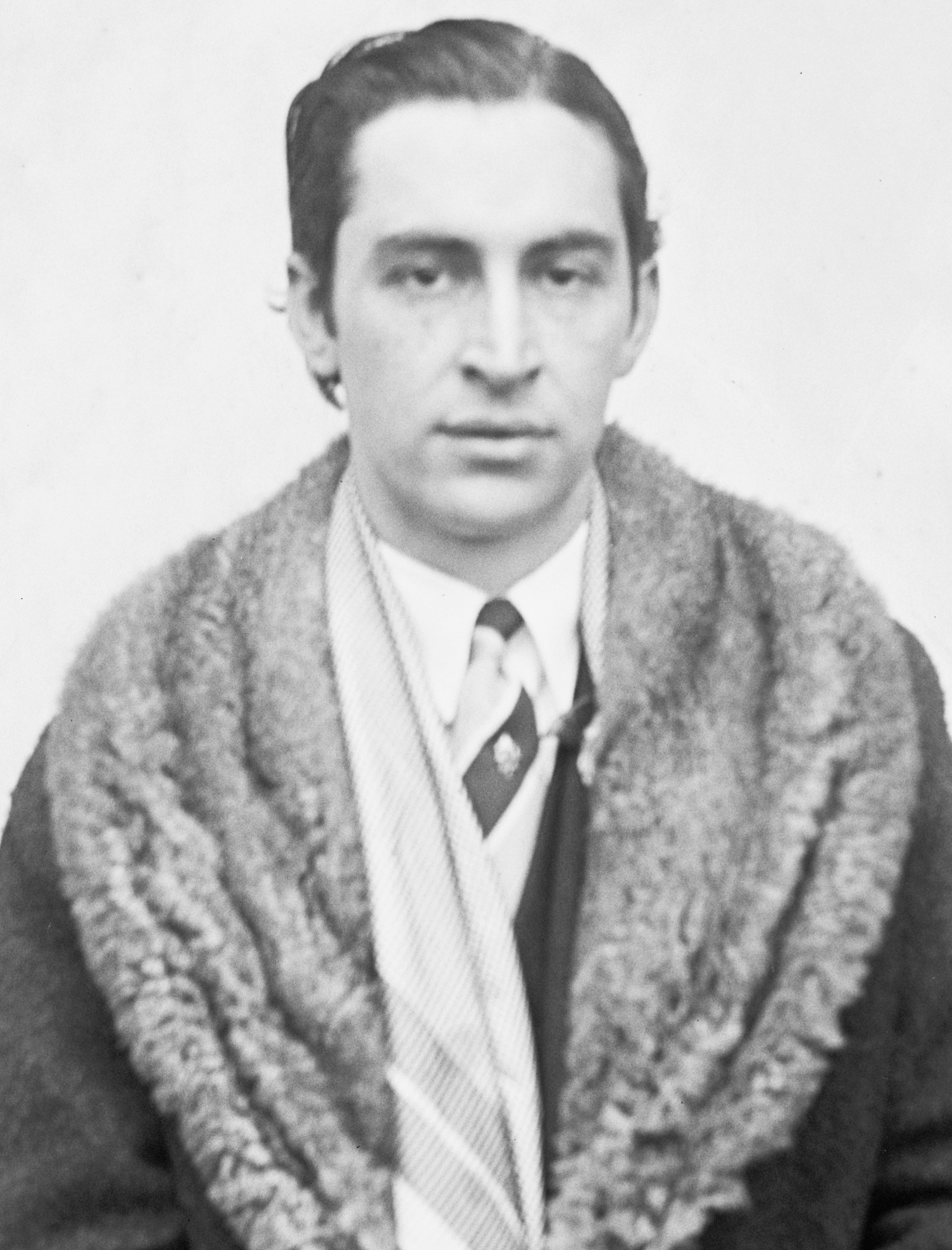
Charles LeMaire

Nyertesek félkövérrel jelölve

### Legjobb film
- Most és mindörökké (From Here to Eternity) – Columbia – Buddy Adler
  - Idegen a vadnyugaton (Shane) – Paramount – George Stevens
  - Julius Caesar – Metro-Goldwyn-Mayer – John Houseman
  - A palást (The Robe) – 20th Century-Fox – Frank Ross
  - Római vakáció (Roman Holiday) – Paramount – William Wyler

### Legjobb színész
- William Holden – A 17-es fogolytábor (Stalag 17)
  - Marlon Brando  – Julius Caesar
  - Richard Burton – A palást (The Robe)
  - Montgomery Clift  – Most és mindörökké (From Here to Eternity)
  - Burt Lancaster  – Most és mindörökké (From Here to Eternity)

### Legjobb színésznő
- Audrey Hepburn – Római vakáció (Roman Holiday)
  - Leslie Caron –Lili
  - Ava Gardner – Mogambo
  - Deborah Kerr – Most és mindörökké (From Here to Eternity)
  - Maggie McNamara – The Moon Is Blue

### Legjobb férfi mellékszereplő
- Frank Sinatra –  Most és mindörökké (From Here to Eternity)
  - Eddie Albert –  Római vakáció (Roman Holiday)
  - Brandon de Wilde –  Idegen a vadnyugaton (Shane)
  - Jack Palance –  Idegen a vadnyugaton (Shane)
  - Robert Strauss – A 17-es fogolytábor (Stalag 17)

### Legjobb női mellékszereplő
- Donna Reed – Most és mindörökké (From Here to Eternity)
  - Grace Kelly – Mogambo
  - Geraldine Page – Hondo
  - Marjorie Rambeau – Torch Song
  - Thelma Ritter – Pickup on South Street

### Legjobb rendező
- Fred Zinnemann – Most és mindörökké (From Here to Eternity)
  - George Stevens – Idegen a vadnyugaton (Shane)
  - Charles Walters – Lili
  - Billy Wilder – A 17-es fogolytábor (Stalag 17)
  - William Wyler – Római vakáció (Roman Holiday)

### Legjobb eredeti történet
- Római vakáció (Roman Holiday) – Dalton Trumbo [* 1]
  - Above and Beyond – Beirne Lay, Jr.
  - The Captain's Paradise – Alec Coppel
  - Hondo – Louis L'Amour[* 2]
  - A kis szökevény (Little Fugitive) – Ray Ashley, Morris Engel, Ruth Orkin

### Legjobb eredeti forgatókönyv
- Titanic – Charles Brackett, Richard Breen, Walter Reisch
  - A zenevonat (The Band Wagon) – Betty Comden, Adolph Green
  - The Desert Rats – Richard Murphy
  - The Naked Spur – Sam Rolfe, Harold Jack Bloom
  - Take the High Ground – Millard Kaufman

### Legjobb adaptált forgatókönyv
- Most és mindörökké (From Here to Eternity) – Daniel Taradash forgatókönyve James Jones regénye alapján
  - The Cruel Sea – Eric Ambler forgatókönyve Nicholas Monsarrat regénye alapján
  - Lili – Helen Deutsch forgatókönyve Paul Gallico: Love of Seven Dolls című elbeszélése alapján
  - Római vakáció (Roman Holiday) – Ian McLellan Hunter, John Dighton forgatókönyve Dalton Trumbo elbeszélése alapján
  - Idegen a vadnyugaton (Shane) – A.B. Guthrie Jr. forgatókönyve Jack Schaefer regénye alapján

### Legjobb operatőr
- Burnett Guffey – Most és mindörökké (From Here to Eternity) (ff)
  - The Four Poster – Hal Mohr
  - Julius Caesar – Joseph Ruttenberg
  - Martin Luther – Joseph C. Brun
  - Római vakáció (Roman Holiday) – Franz Planer and Henri Alekan

- Loyal Griggs –  Idegen a vadnyugaton (Shane) (színes)
  - All the Brothers Were Valiant – George Folsey
  - Túl a korallzátonyon (Beneath the 12-Mile Reef) – Edward Cronjager
  - Lili – Robert Planck
  - A palást (The Robe) – Leon Shamroy

### Látványtervezés és díszlet
Fekete-fehér filmek
- Cedric Gibbons, Edward Carfagno, Edwin B. Willis, Hugh Hunt – Julius Caesar
  - Fritz Maurischat, Paul Markwitz – Martin Luther
  - Lyle Wheeler, Leland Fuller, Paul S. Fox – The President's Lady
  - Hal Pereira, Walter Tyler – Római vakáció (Roman Holiday)
  - Lyle Wheeler, Maurice Ransford, Stuart Reiss – Titanic

Színes filmek
- Lyle Wheeler, George Davis, Walter M. Scott, Paul S. Fox – A palást (The Robe)
  - Alfred Junge, Hans Peters. John Jarvis – Knights of the Round Table
  - Cedric Gibbons, Paul Groesse, Edwin B. Willis, Arthur Krams – Lili
  - Cedric Gibbons, E. Preston Ames, Edward Carfagno, Gabriel Scognamillo, Edwin B. Willis, Keogh Gleason, Arthur Krams, Jack D. Moore – The Story of Three Loves
  - Cedric Gibbons, Urie McCleary, Edwin B. Willis, Jack D. Moore – Young Bess

### Legjobb vágás
- Most és mindörökké (From Here to Eternity) – William A. Lyon
  - Crazylegs – Irvine (Cotton) Warburton
  - The Moon Is Blue – Otto Ludwig
  - Római vakáció (Roman Holiday) – Robert Swink
  - Világok háborúja (The War of the Worlds) – Everett Douglas

### Legjobb vizuális effektus
- Világok háborúja (The War of the Worlds) – Nem volt név szerinti jelölés

### Legjobb idegen nyelvű film (különdíj)
- nem adták ki

### Legjobb eredeti filmzene

#### Filmzene drámai filmben vagy vígjátékban
- Lili – Bronisław Kaper
  - Above and Beyond – Hugo Friedhofer
  - Most és mindörökké (From Here to Eternity) – Morris Stoloff és George Duning
  - Julius Caesar – Rózsa Miklós
  - This Is Cinerama – Louis Forbes

#### Filmzene musicalfimben
- Call Me Madam – Alfred Newman
  - The 5,000 Fingers of Dr. T. – Frederick Hollander és Morris Stoloff
  - A zenevonat (The Band Wagon) – Adolph Deutsch
  - Calamity Jane – Ray Heindorf
  - Csókolj meg, Katám! (Kiss Me Kate) – André Previn és Saul Chaplin

## Statisztika

### Egynél több jelöléssel bíró filmek
- 13 : Most és mindörökké (From Here to Eternity)
- 10 : Római vakáció (Roman Holiday)
- 6 : Lili, Idegen a vadnyugaton (Shane)
- 5 : Julius Caesar, A palást (The Robe)
- 3 : A zenevonat (The Band Wagon), The Moon is Blue, A 17-es fogolytábor (Stalag 17)
- 2 : Above and Beyond, Calamity Jane, Call Me Madam, Knights of the Round Table, Martin Luther, Mogambo, The President's Lady, Titanic, Világok háborúja (The War of the Worlds), Young Bess

### Egynél több díjjal bíró filmek
- 8 : Most és mindörökké (From Here to Eternity)
- 3 : Római vakáció (Roman Holiday)
- 2 : A palást (The Robe)